# Vassili Sigarev
Vassili Sigarev ou Vassili Sigariov (en russe : Василий Сигарев) est un réalisateur russe, scénariste, producteur, opérateur, monteur et dramaturge. Lauréat de divers prix dont les Evening Standard Awards. Il est opposant aux élections sans alternatives, à la cléricalisation de la société russe, aux poursuites à l'encontre du centre Gogol.

## Biographie
Vassili Sigarev est né en 1977 à Verkhniaïa Salda, Oblast de Sverdlovsk, URSS.
Il étudie à l'académie socio-pédagogique de Nijni Taguil, et termine ensuite à l'institut de l'État d'étude théâtrale d'Iekaterinbourg une spécialisation en dramaturgie et participe au séminaire de Nikolaï Koliad (2003).
La seule œuvre qui a influencé fortement Sigarev est, selon lui, le film Requiem pour un massacre d'Elem Klimov.
Avec son premier long métrage La Toupie (Волчок, Voltchok), il remporte le Grand Prix au festival Kinotavr 2009.
Lors du festival Kinotavr 2012, il remporte le Prix de la mise en scène pour le film Vivre (Жить).
Il est professeur à l'École du nouveau cinéma de Moscou créée en 2012.
Il est marié à l'actrice Iana Troianova. Il a une fille d'un premier mariage appelée Élisabeth.

## Dramaturgie
Comme dramaturge Sigarev prend comme sujet la décadence de la société post-soviétique : abus commis sur des enfants, relations abusives entre époux. Ses pièces Plasticine, Black Milk et Ladybird ont été produites en occident par le Royal Court Theatre en 2002, 2003, 2004. En 2002 Sigarev a été nommé lauréat du prix Charles Wintour comme dramaturge le plus prometteur pour Platicine.
Ladybird a été présenté en première au Bootleg Theatre de Los Angeles en 2007.
En 2012 Black Milk a été produit au théâtre de la 13e rue . C'est Columbia University qui a produit cette pièce,.
Ses pièces ont été représentées également en Europe à Moscou, Saint-Pétersbourg, Ekaterinbourg, Londres et Hambourg.

## Filmographie

### Réalisateur
- 2009 : La Toupie (Волчок, Voltchok)
- 2012 : Vivre (Жить, Jit)
- 2015 :  Le pays d'Oz (Страна ОЗ, Strana Oz)

### Scénariste
- 2005 — On vend un détecteur de mensonge (pièce)
- 2009 : La Toupie (Волчок, Voltchok)
- 2012 : Vivre (Жить, Jit)
- 2014 : Au revoir, maman (До свидания, мама)
- 2015 : Le pays d'Oz (Страна ОЗ, Strana OZ)

#### Courts métrages
- 2014 : Krymnach (Крымнаш)
- 2017 : Z

## Prix et récompenses
- Pour son film La Toupie:
  - Kinotavr à Sotchi (2009):
  - Prix de la Guilde des critiques de cinéma russe
  - Nomination au FICC (International Federation of Film Societies) au 44e Festival international du film de Karlovy Vary (2009)
  - Prix du meilleur film à Zurich (2009)
  - 39 Prix Molodosti à Kiev (2009): FIPRESCI
  - Prix du festival Douro film harvest (Portugal) (2009)
  - Prix du Kunst Film Biennale (Cologne, Allemagne) (2009)
  - Prix des meilleurs débuts Festival du cinéma russe à Honfleur 2009 (France)
  - Prix national de la critique de l'éléphant blanc en Russie: meilleur film et meilleur débutant
  - Prix de la meilleure réalisation au Batumi International Art House Film Festival (Géorgie) (2009)
  - Pris Sputnik en Pologne (festival) (2009)
- Pour son film Vivre (2012):
  - Prix de la FIPRESCI à Wiesbaden (2012)[9]
  - Prix de la meilleure réalisation au Kinotavr (2012):
  - Prix Imia au festival Tekstura à Perm[10] (2013)
- Pour son film Le pays d'Oz:
  - Kinotavr à Sotchi (2015)[11] :
  - Prix de la Guilde des critiques de cinéma russe
  - Prix Grigori Gorine du meilleur scénario[12]
  - Prix Listapad à Minsk (2015) :
  - Prix du scénario Slovo de Valentin Tchiornik (2016)[13]